# Evangelische Kirche Hoof (St. Wendel)
Die Evangelische Kirche in Hoof, einem Stadtteil der saarländischen Kreisstadt St. Wendel gehört der Protestantischen Kirchengemeinde Hoof im Ostertal im Kirchenbezirk (Dekanat) Kusel der Evangelischen Kirche der Pfalz. Die Kirche ist in der Denkmalliste des Saarlandes als Einzeldenkmal aufgeführt.

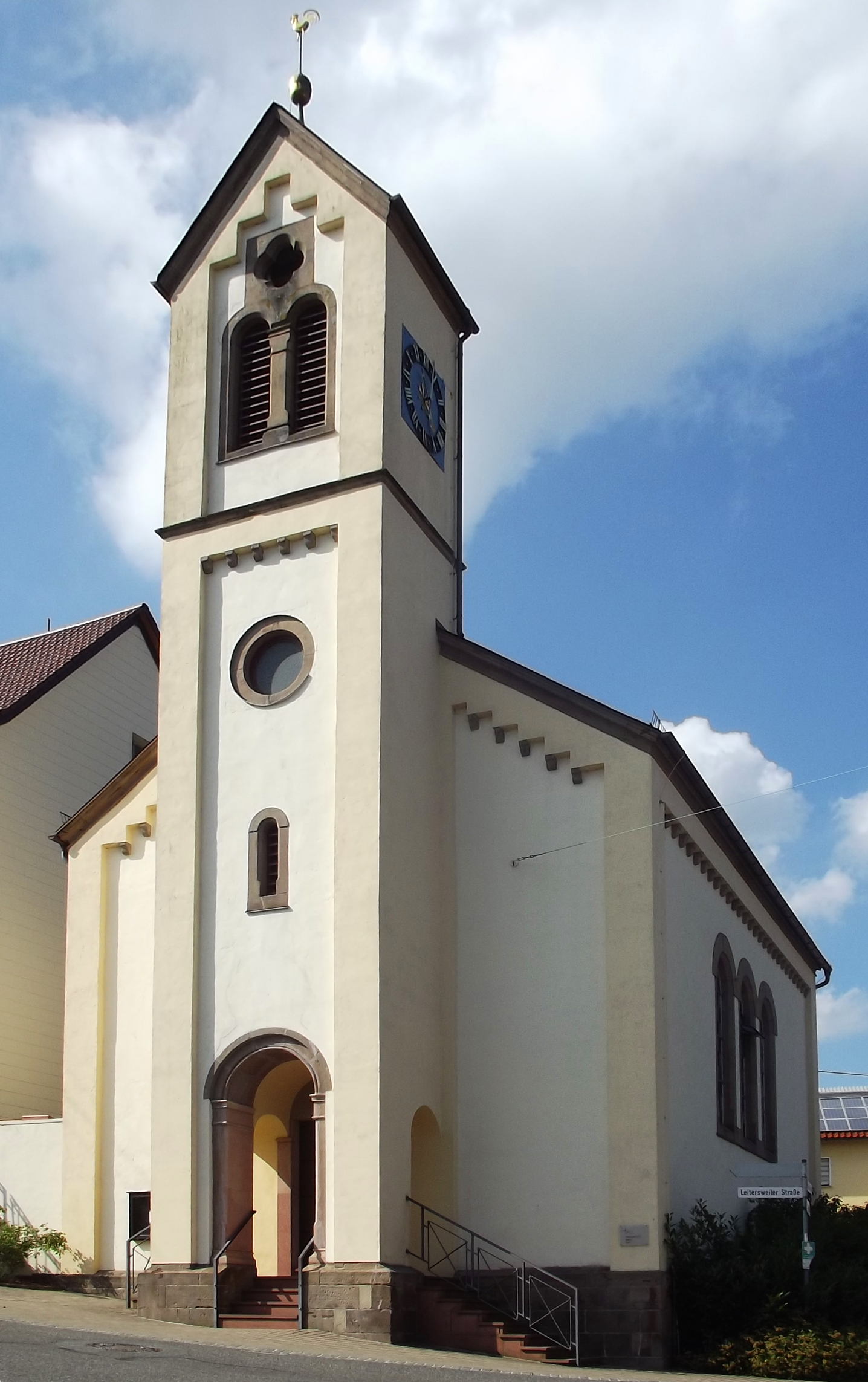
Evangelische Kirche Hoof

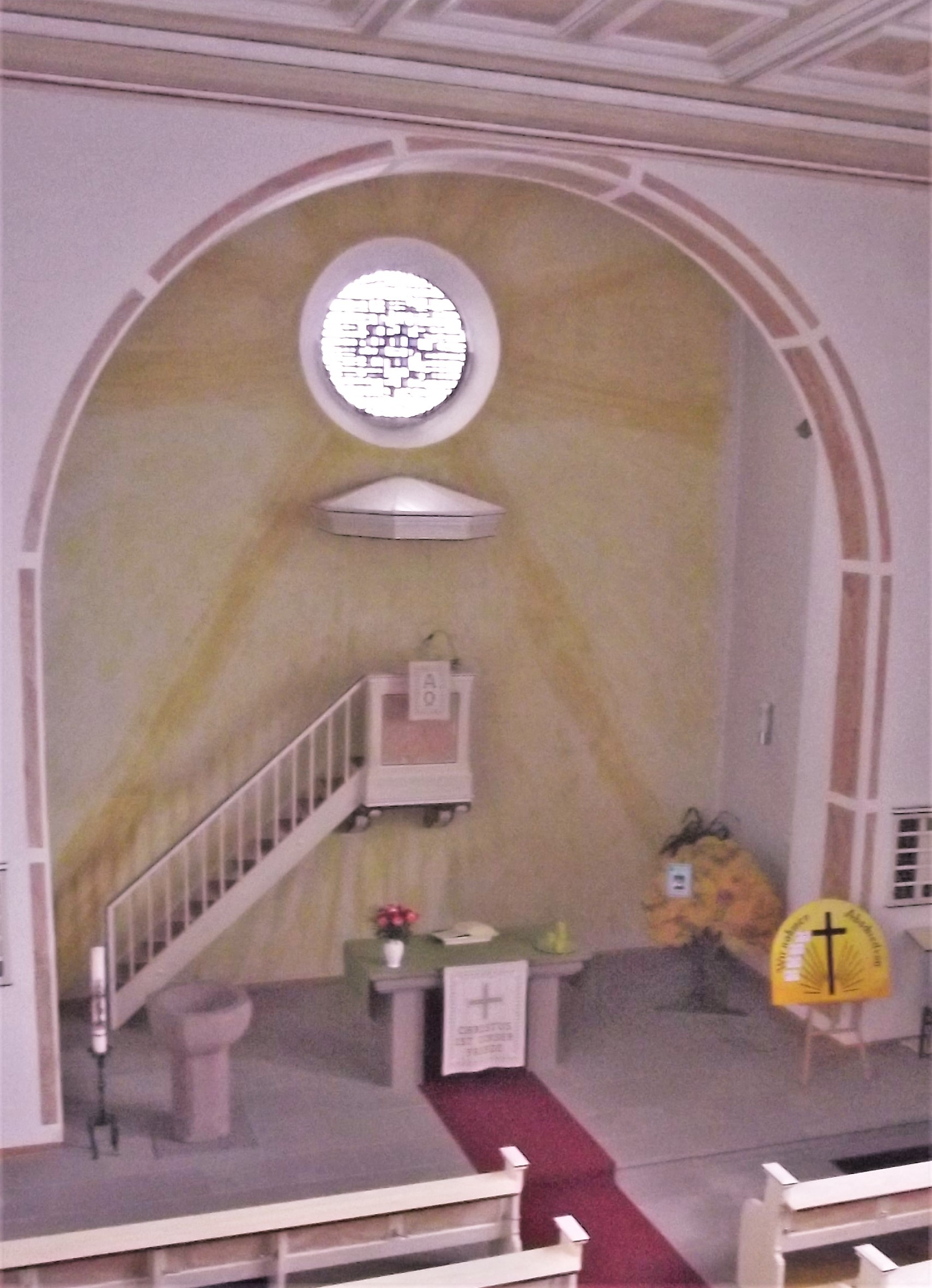
Blick von der Empore zum Altarraum

## Geschichte
Während des Dreißigjährigen Krieges wurde eine Kapelle, in der die Hoofer Protestanten ihre Gottesdienste abhielten, zerstört. Erst im Jahr 1717 erfolgte der Wiederaufbau der zerstörten Kapelle. Diese musste im Jahr 1841 polizeilich geschlossen werden, da sie baufällig geworden war. Die Gottesdienste sollten fortan im Hoofer Schulhaus abgehalten werden, was aber von der Gemeinde abgelehnt wurde. Deshalb entschloss man sich, ein neues Kirchengebäude zu errichten. Der Bau der neuen Kirche erfolgte in den Jahren 1852 bis 1853, wobei die Baukosten in Höhe von 1761 Gulden fast vollständig aus Mitteln der Gemeinde getragen wurden. Am 24. April 1853 fand die Einweihung der fertiggestellten Kirche statt.

## Kirchengebäude
Bei der evangelischen Kirche in Hoof handelt es sich um eine Saalkirche im Stil des Historismus, wobei insbesondere auf neoromanische Formen zurückgegriffen wurde. Das Kirchengebäude gliedert sich in Turm, Langhaus und Chor. In den beiden Seitenwänden des Langhauses befinden sich jeweils drei direkt nebeneinander liegende Rundbogenfenster. In der Rückwand des Chorraums befindet sich ein kreisrundes Fenster.
Im Inneren der Kirche trennt ein Triumphbogen den Chorraum mit Altar, Kanzel und Taufstein vom Langhaus. Die Kanzel, zu der eine Treppe mit Holzgeländer hinaufführt, ist an der Rückwand des Chorraum mittig über dem Altar angebracht. Über dem Schalldeckel der Kanzel findet sich ein rundes Fenster. Im Langhaus befinden sich zwei Blöcke von Kirchenbänken, die durch einen Mittelgang getrennt sind, der in gerader Linie vom Eingangsportal zum Altar führt. Über dem Eingangsportal nimmt eine hölzerne Empore, zu der eine Wendeltreppe hinaufführt, die gesamte Breite des Kirchenschiffes ein. Nach oben hin abgeschlossen wird das Langhaus durch eine Kassettendecke.

## Orgel
Die Orgel der Kirche wurde im Jahr 1879 von der Orgelbaufirma E. F. Walcker & Cie. (Ludwigsburg) erbaut. Das Kegelladen-Instrument verfügt über 10 Register verteilt auf ein Manual und Pedal. Die Spiel- und Registertraktur ist mechanisch. Die Disposition lautet wie folgt:

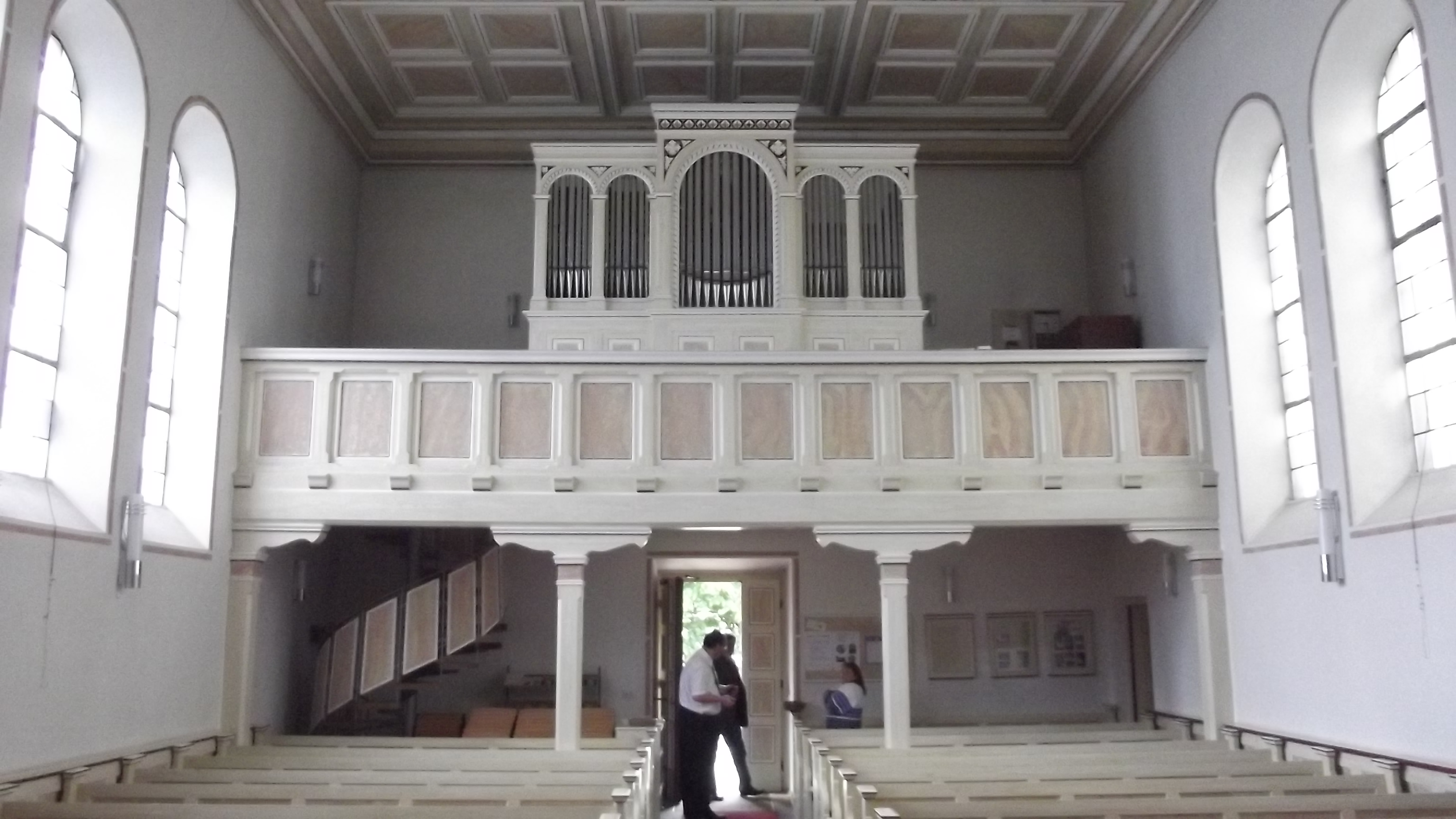
Blick zum Orgelprospekt

| I Hauptwerk C–f3 |                |       |
| 1.               | Principal      | 8′    |
| 2.               | Flauto amabile | 8′    |
| 3.               | Salicional     | 8′    |
| 4.               | Gedeckt        | 8′    |
| 5.               | Octav          | 4′    |
| 6.               | Flauto         | 4′    |
| 7.               | Octav          | 2′    |
| 8.               | Mixtur III     | 2 ⁄3′ |

| Pedal C–d1 |            |     |
| 9.         | Subbass    | 16′ |
| 10.        | Violonbass | 8′  |

- Koppeln: I/P
- Spielhilfen: Forte, Tutti